# UFC 160
UFC 160: Velasquez vs. Bigfoot 2 è stato un evento di arti marziali miste organizzato dalla Ultimate Fighting Championship che si è tenuto il 25 maggio 2013 all'MGM Grand Garden Arena di Las Vegas, Stati Uniti.

## Retroscena
Junior dos Santos doveva affrontare Alistair Overeem, ma quest'ultimo s'infortunò e venne sostituito con Mark Hunt.
Glover Teixeira doveva vedersela con Ryan Bader, ma Bader diede forfait causa infortunio e venne rimpiazzato con James Te-Huna.
L'avversario di Stephen Thompson doveva inizialmente essere Amir Sadollah, ma a causa di un acciacco dovette lasciare il posto a Nah-Shon Burrell.
Mike Pyle doveva affrontare Gunnar Nelson, il quale non poté prendere parte al match per infortunio venendo sostituito con Rick Story.
Al termine dell'incontro tra Glover Teixeira e James Te-Huna fece il suo ingresso nella gabbia la leggenda del pugilato Mike Tyson per congratularsi con il lottatore brasiliano.
Con ben 21 takedown in soli tre round Khabib Nurmagomedov ha infranto il precedente record di Sean Sherk che nell'evento UFC 73: Stacked realizzò 16 takedown in cinque round contro Hermes França.

## Risultati
|                                                   | Divisione                  |                     |                 |                  | Metodo                                      | Round           | Tempo           | Premio          |
| Card principale                                   | Card principale            | Card principale     | Card principale | Card principale  | Card principale                             | Card principale | Card principale | Card principale |
| ------------------------------------------------- | -------------------------- | ------------------- | --------------- | ---------------- | ------------------------------------------- | --------------- | --------------- | --------------- |
| Sfida valida per il titolo di campione indiscusso | Pesi Massimi               | Cain Velasquez (c)  | batte           | Antônio Silva    | KO Tecnico (pugni)                          | 1               | 1:21            |                 |
|                                                   | Pesi Massimi               | Junior dos Santos   | batte           | Mark Hunt        | KO (calcio girato e pugni)                  | 3               | 4:18            | FOTN            |
|                                                   | Pesi Mediomassimi          | Glover Teixeira     | batte           | James Te-Huna    | Sottomissione (ghigliottina)                | 1               | 2:38            | SOTN            |
|                                                   | Pesi Leggeri               | TJ Grant            | batte           | Gray Maynard     | KO Tecnico (colpi)                          | 1               | 2:07            | KOTN            |
|                                                   | Pesi Leggeri               | Donald Cerrone      | batte           | K.J. Noons       | Decisione unanime (30-27, 30-27, 30-26)     | 3               | 5:00            |                 |
| Card preliminare                                  |                            |                     |                 |                  |                                             |                 |                 |                 |
|                                                   | Pesi Welter                | Mike Pyle           | batte           | Rick Story       | Decisione non unanime (29-28, 28-29, 29-28) | 3               | 5:00            |                 |
|                                                   | Pesi Piuma                 | Dennis Bermudez     | batte           | Max Holloway     | Decisione non unanime (29-28, 28-29, 29-28) | 3               | 5:00            |                 |
|                                                   | Pesi Welter                | Robert Whittaker    | batte           | Colton Smith     | KO Tecnico (pugni)                          | 3               | 0:41            |                 |
|                                                   | Catchweight (158,5 libbre) | Khabib Nurmagomedov | batte           | Abel Trujillo    | Decisione unanime (30-27, 30-27, 30-27)     | 3               | 5:00            |                 |
|                                                   | Pesi Welter                | Stephen Thompson    | batte           | Nah-Shon Burrell | Decisione unanime (29-28, 30-27, 29-28)     | 3               | 5:00            |                 |
|                                                   | Pesi Gallo                 | George Roop         | batte           | Brian Bowles     | KO Tecnico (pugni)                          | 2               | 1:43            |                 |
|                                                   | Pesi Piuma                 | Jeremy Stephens     | batte           | Estevan Payan    | Decisione unanime (30-26, 30-26, 30-27)     | 3               | 5:00            |                 |

## Premi
I lottatori premiati ricevettero un bonus di 50.000 dollari.
Legenda:
- FOTN: Fight of the Night (vengono premiati entrambi gli atleti per il miglior incontro dell'evento)
- KOTN: Knockout of the Night (viene premiato il vincitore per la migliore vittoria tramite KO dell'evento)
- SOTN: Submission of the Night (viene premiato il vincitore per la migliore vittoria tramite sottomissione dell'evento)

## Incontri annullati
|  | Divisione         |                   |        |                  | Motivo               |
|  | ----------------- | ----------------- | ------ | ---------------- | -------------------- |
|  | Pesi Massimi      | Junior dos Santos | contro | Alistair Overeem | Overeem infortunato  |
|  | Pesi Mediomassimi | Glover Teixeira   | contro | Ryan Bader       | Bader infortunato    |
|  | Pesi Welter       | Stephen Thompson  | contro | Amir Sadollah    | Sadollah infortunato |
|  | Pesi Welter       | Mike Pyle         | contro | Gunnar Nelson    | Nelson infortunato   |